# Магдебургское архиепископство

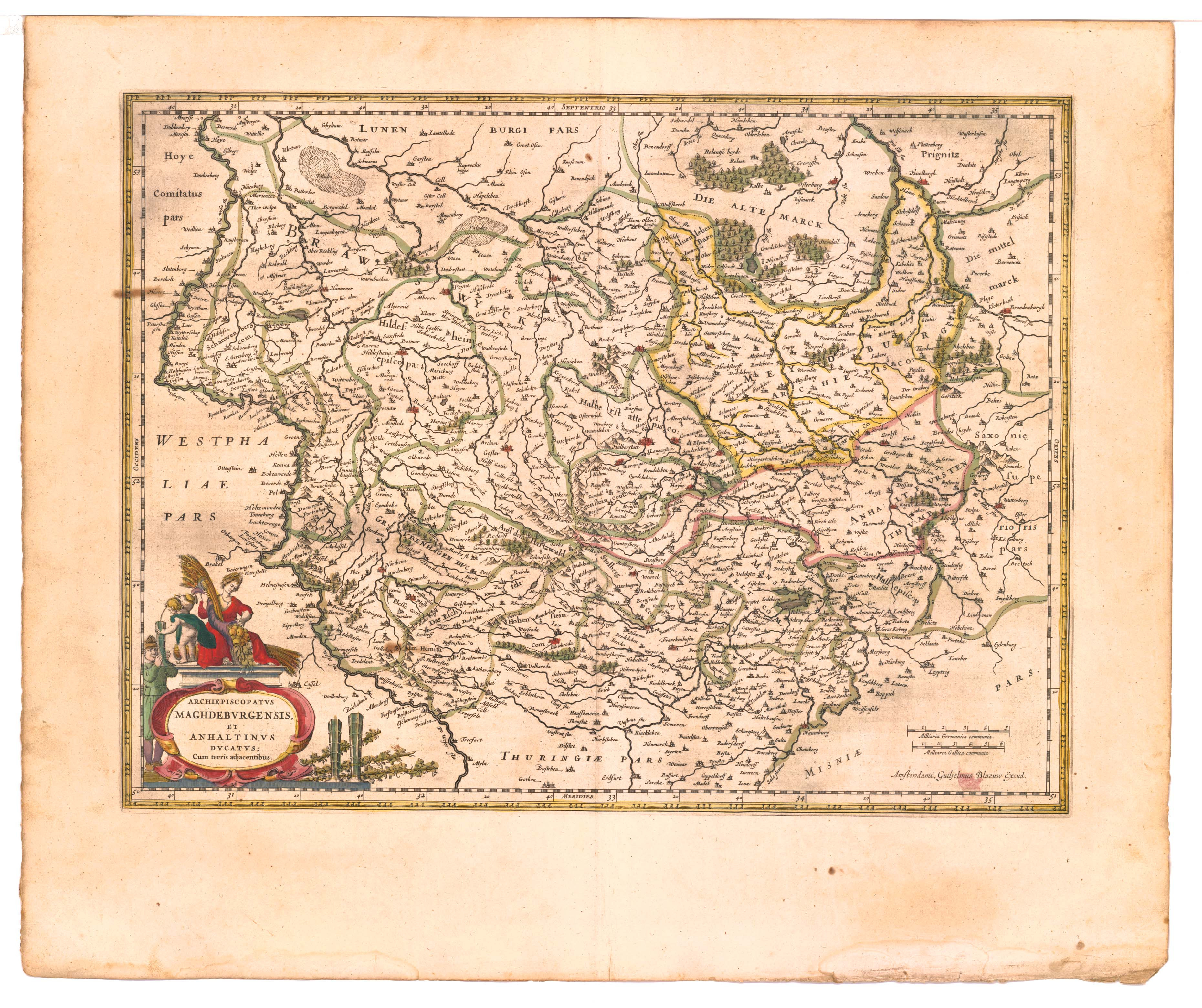
Магдебургское архиепископство на карте 1645 года

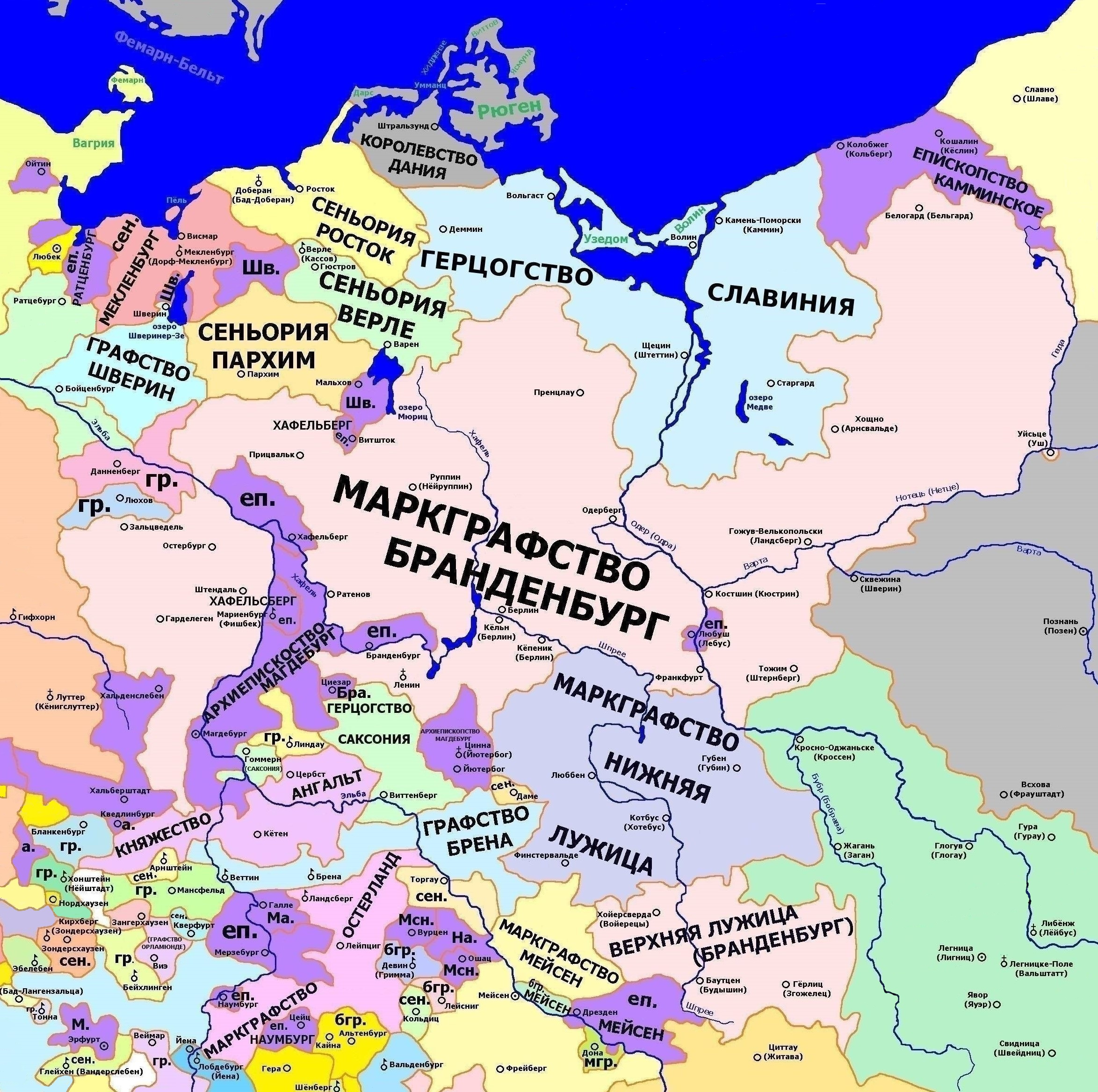
Магдебургское архиепископство

Магдебургское архиепископство (нем. Erzstift Magdeburg) — светские владения архиепископа магдебургского, находившиеся на территории современных земель Саксония-Анхальт и Бранденбург. 
Магдебургское архиепископство основано германо-римским императором Оттоном I в 968 году, и с этого же года он сделал Магдебург резиденцией архиепископов. Архиепископство сыграло большую роль в покорении славянских племен и в немецкой колонизации Восточной Германии. Архиепископы магдебургские беспрерывно воевали с соседними славянами и бранденбургскими маркграфами, а одно время и с германо-римским императором Генрихом IV, и не редко с городом Магдебург. Магдебургское архиепископство состояло из нескольких не связанных между собой территорий, лишь отчасти совпадавших с его диоцезом. По Вестфальскому миру эти земли перешли в 1680 году в собственность курфюршества Бранденбург и после секуляризации назывались Магдебургским герцогством. 

## История
Магдебургское архиепископство было образовано в 968 году императором Оттоном I с согласия римского папы Иоанна XIII для целей миссионерской деятельности среди славян на заселяемых немцами восточных землях (Дранг нах Остен). Ему в подчинение были переданы основанные 20 годами ранее Бранденбургское и Хафельбергское епископства, а также новые диоцезы Мерзебурга, Цайца, Мейсена и Позена. Оттон щедро наделил архиепископство землями, королевскими доходами и правами пользования. Восстание славян в 983 году приостановило развитие архиепископства, сфера влияния которого в дальнейшем ограничивалась в основном левым берегом Эльбы. Во время правления Салической династии архиепископство потеряло своё особый статус в Германо-римской империи и даже в Саксонии. Отдельные попытки продвинуться на восток не увенчались успехом.
Архиепископ Вихман фон Зебург (1152/54—1192) стал первым правителем на землях Магдебургского архиепископства и способствовал расширению епископств, основанных на землях восточнее Эльбы, посредством расселения немцев среди славянского населения. При Вихмане вновь приобрело силу Магдебургское право, ставшее образцом законодательства для многих городов Центральной и Восточной Европы. В борьбе за трон между Штауфенами и Вельфами архиепископы Магдебурга поначалу поддерживали первых, однако архиепископ Альбрехт I фон Кефернбург (1205—1232) перешёл на сторону Оттона.
В период междувластия связи Магдебургского архиепископства с императорами Священной Римской империи были ограниченными. Лишь при Карле IV они получили развитие. В XIV веке архиепископы оказались вовлечены в острые конфликты между Асканиями, правившими в Бранденбурге, и с городами Магдебург и Галле. Начиная с 1476 года архиепископство стало испытывать на себе влияние Саксонского и Бранденбургского курфюршеств. В 1478 году архиепископ Эрнст II подчинил себе город Галле, который стал резиденцией магдебургских архиепископов. В 1484—1503 годах в Галле для магдебургских архиепископов был возведён дворец Морицбург. В 1479—1566 годах магдебургские архиепископы управляли соседним епископством Хальберштадт в личной унии.
В 1500 году архиепископство вошло в Нижнесаксонский округ. Начиная с Альбрехта Бранденбургского (1513—1545) Магдебургским архиепископством управляли архиепископы или администраторы из дома Гогенцоллернов.
Во время Реформации большая часть архиепископских земель стала лютеранскими. В 1561 году архиепископ Сигизмунд Бранденбургский встал на сторону Реформации, а в 1567 году ему последовал соборный капитул. В ходе Тридцатилетней войны в архиепископстве вновь появился правитель-католик, но о возврате населения архиепископства к католицизму не могло идти речи. Тем не менее следы католичества сохранялись в оформлении некоторых монастырей и после Тридцатилетней войны.
Вестфальским миром 1648 года Магдебургское архиепископство, составлявшее значительную часть Магдебургского герцогства, передавалось курфюршеству Бранденбург. Однако это положение Вестфальского договора вступило в силу лишь в 1680 году после смерти последнего администратора герцога Августа Саксен-Вейсенфельсского из дома Веттинов.